# 2025 en jeu
Pour les articles homonymes, voir 2025 en jeu vidéo.
Chronologie du jeu
- 2021
- 2022
- 2023
- 2024
- 2025
- 2026
- 2027
- 2028
- 2029

Cet article présente les faits marquants de l'année 2025 concernant le jeu.

## Événements
- 28 février au 2 mars : 35e édition du Festival international des jeux à Cannes[1]. Le jeu Odin remporte l'As d'or 2025[2].

## Économie du jeu
Au premier semestre 2025, le spectre de la hausse des tarifs douaniers, décidée par les États-Unis et frappant principalement la Chine, le Canada et le Mexique, inquiète l'industrie du jeu de société,, nombre de jeux américains étant imprimés et façonnés (et cela vaut aussi pour les figurines) principalement en Chine,.

## Récompenses
| Récompense                             | Jeu                 | Auteur(s)                                                     | Éditeur(s)                |
| -------------------------------------- | ------------------- | ------------------------------------------------------------- | ------------------------- |
| As d'or 2025 Jeu de l'année            | Odin                | Gary Kim, Hope S. Hwang et Yohan Goh                          | Helvetiq                  |
| As d'or 2025 Jeu de l'année « Enfant » | Opération Noisettes | Marko Rehko                                                   | Auzou                     |
| As d'or 2025 Jeu de l'année « Initié » | Behind              | Cédric Millet                                                 | KYF Éditions              |
| As d'or 2025 Jeu de l'année « Expert » | Kutná Hora          | Ondřej Bystron, Pavel Jarosch et Petr Caslava                 | Czech Games Editions      |
| GRoG d'Or 2025                         | Sans Cœur           | Julien Pirou                                                  | Empyreal Media Production |
| GRoG d'Argent 2025                     | Ultime Vengeance 3D | Hervé 'Cuchulain' Bourgade, Tony 'T-Hype' Lee, Ludovic Schurr | Xyrop.com                 |

## Décès
- le 7 janvier 2025 (65 ans) : Alan Emrich, créateur américain de jeux de société et de jeux vidéos
- le 21 janvier 2025 (92 ans) : Howard J. Morrison (en), créateur américain de jeux, coconcepteur du jeu Simon
- le 21 février 2025 (77 ans) : Rodger B. MacGowan (en), artiste et créateur américain de jeux
- le 28 février 2025 (65 ans) : Ernie Gygax Jr.[6], américain, fils de Gary Gygax, testeur pour D&D
- le 19 avril 2025 (88 ans) : George Barr (en), artiste américain ayant œuvré pour TSR
- le 6 mai 2025 (95 ans) : Stephen Fabian (en), artiste américain ayant œuvré pour TSR, et principalement pour la gamme de l'univers Ravenloft
- le 17 juin 2025 (66 ans) : François Marcela-Froideval,  scénariste français de bande dessinée, de jeu vidéo et de jeu de rôle, cocréateur de Jeux et Stratégie et créateur de Casus Belli, ayant eu un rôle prépondérant dans l'introduction du jeu de rôle sur table en France